# Diocesi di Settimunicia
La diocesi di Settimunicia (in latino Dioecesis Septimuniciensis) è una sede soppressa e sede titolare della Chiesa cattolica.

## Storia
Settimunicia, identificabile con le rovine di Oglet-El-Metnem o di Henchir-El-Bliaa nell'odierna Tunisia, è un'antica sede episcopale della provincia romana di Bizacena.
Unico vescovo conosciuto di questa diocesi africana è Pascasio, il cui nome figura al 3º posto nella lista dei vescovi della Bizacena convocati a Cartagine dal re vandalo Unerico nel 484; Pascasio, come tutti gli altri vescovi cattolici africani, fu condannato all'esilio.
Dal 1933 Settimunicia è annoverata tra le sedi vescovili titolari della Chiesa cattolica; dal 21 giugno 2004 il vescovo titolare è Emilio Layon Bataclan, già vescovo ausiliare di Cebu.

## Cronotassi

### Vescovi
- Pascasio † (menzionato nel 484)

### Vescovi titolari
- Joseph Lê Quy Thanh † (1963 - 7 maggio 1974 deceduto)
- Kenneth Anthony Angell † (9 agosto 1974 - 6 ottobre 1992 nominato vescovo di Burlington)
- Basílio do Nascimento † (30 novembre 1996 - 27 febbraio[2] 2004 nominato vescovo di Baucau)
- Emilio Layon Bataclan, dal 21 giugno 2004